# Lista de curtas animadas de My Little Pony
Esta é uma lista de curtas animadas de My Little Pony.

## My Little Pony: Equestria Girls – Rainbow Rocks

### Prequela
Em 13 de fevereiro de 2014, Entertainment Weekly lançou o primeiro trailer; cerca de quatro meses depois, McCarthy confirmou em seu post no Twitter que os clipes daquele trailer "são curtas separadas e não cenas do filme". Uma série de oito curtas de animação foi lançada no canal Hasbro do canal YouTube em 2014, de 27 de março a 19 de junho, para promover o filme. Os curtas foram criados pela equipe de A Amizade é Mágica para se juntar ao filme e são considerados "prequela" para os eventos do filme, detalhando como cada um deles descobriu que eles poderiam despertar a magia equestre dentro delas tocando seus respectivos instrumentos.
Os primeiros oito curtas fizeram sua estreia na televisão no Discovery Family em 30 de maio de 2015.

### Encore
Com a colaboração lírica entre Katrina Hadley, Daniel Ingram, Brian Lenard, Jayson Thiessen e Michael Vogel, e músicas compostas por Ingram, A Hasbro lançou três videoclipes "Rainbow Rocks" em 31 de março de 2015: "Friendship Through the Ages", "Life Is a Runway", e "My Past is Not Today"; mas foram reenviados dois dias depois, em 2 de abril de 2015. Esses curtas são iniciativas separadas que levam à terceira parcela do filme "Equestria Girls", "Jogos da Amizade". Em 6 de abril de 2015, Ingram respondeu em um comentário no Facebook que eles provavelmente estarão no próximo álbum de Equestria Girls no final de 2015. Em 17 de setembro de 2015, os curtas encore foram lançados como as três primeiras faixas de áudio na trilha sonora de My Little Pony – Equestria Girls: The Friendship Games.

## My Little Pony: Equestria Girls – Friendship Games
Similar ao lançamento de Rainbow Rocks, uma série de curtas animadas baseados em Friendship Games foi lançado antes da estreia do filme. Em 27 de julho de 2015, Rudell twitou que eles serão lançados "nos próximos 3 meses". Em 31 de julho de 2015, a página em inglês My Little Pony do Facebook postou algumas intruções para se jogar a "Friendship Games Fantasy League" e indicou que um novo curta seria lançado todos sábados em agosto de 2015. Como os curtas Rainbow Rocks, estes também são separados do filme. Um total de cinco curtas foram lançados; os primeiros quatro deles, emparelhados com uma pré-visualização de 10 minutos do filme, exibidos no canal Discovery Family em 29 de agosto de 2015.

## My Little Pony: Equestria Girls Minis
Uma websérie de curtas-metragens de 15 a 30 segundos foi enviada para o site oficial e no canal oficial do YouTube em 11 de fevereiro de 2016, para promover a linha de brinquedos Equestria Girls Minis. A partir de 3 de fevereiro de 2017, houve oito curtas originais.

## Baby Flurry Heart's Heartfelt Scrapbook
Dois meses depois de bebê Flurry Heart foi introduzida primeiro episódio da 6ª temporada, um pequeno videoclipe dela foi enviado para o YouTube em 18 de julho de 2016. Mais tarde, a partir de 24 de outubro de 2016, uma nova mini-série chamada O Livro de Recortes da Heartfelt (Baby Flurry Heart's Heartfelt Scrapbook na versão original) foi lançado no YouTube. Os curtas foram produzidos por Meghan McCarthy com Andrea Libman e Michael Vogel. Em cada episódio, Pinkie Pie conta uma história aleatória sobre os eventos da série  por dois minutos sem parar, para um total de 20 minutos.
| # | Título                                                            | Dirigido por | Escrito por | Exibição original                                        | Exibição no Brasil     |
| --- | ----------------------------------------------------------------- | ------------ | ----------- | -------------------------------------------------------- | ---------------------- |
| 1 | "O Casamento Real" "The Royal Wedding"                            | ASD          | ASD         | 18 de julho de 2016                                      | 22 de dezembro de 2016 |
| Conheça o casamento mais maluco de todos os tempos! Entre a Princesa Cadance e Shining Armor!                                                                      |                                                                   |              |             |                                                          |                        |
| 2 | "Curso de Babá de Potros" "Foal Sitting 101"                      | ASD          | ASD         | 18 de julho de 2016                                      | 18 de outubro de 2016  |
| Aprenda junto com Pinkie Pie de como cuidar de um potro com o diário de Heartfelt!                                                                                 |                                                                   |              |             |                                                          |                        |
| 3 | "Todos sobre Alicorns" "All About Alicorns"                       | ASD          | ASD         | 18 de julho de 2016                                      | 24 de março de 2017    |
| Pinkie Pie diz ao Bebê Flurry Heart sobre o que significa ser um pônei que tem asas e chifres.                                                                     |                                                                   |              |             |                                                          |                        |
| 4 | "A Mágica da Cutie Mark" "Cutie Mark Magic"                       | ASD          | ASD         | 5 de agosto de 2016                                      | 22 de dezembro de 2016 |
| Aprenda mais sobre as Cutie Marks com a Pinkie Pie! |                                                                   |              |             |                                                          |                        |
| 5 | "Salvando o Império de Cristal" "Saving the Crystal Empire"       | ASD          | ASD         | 8 de agosto de 2016                                      | 24 de março de 2017    |
| Pinkie Pie diz ao Bebê Flurry Heart a história de como a Princesa Cadance e Shining Armor salvaram o Império de Cristal do malvado Rei Sombra.                     |                                                                   |              |             |                                                          |                        |
| 6 | "Hearth's Warming Eve"                                            | ASD          | ASD         | 20 de março de 2017                                      | 20 de março de 2017    |
| Pinkie Pie diz a agitação do Bebê Coração sobre um de seus feriados favoritos do pônei - Véspera de Aquecimento da Lareira.                                        |                                                                   |              |             |                                                          |                        |
| 7 | "Noite do Pesadelo" "Nightmare Night"                             | ASD          | ASD         | 28 de outubro de 2016; re-enviado em 24 de março de 2017 | 24 de março de 2017    |
| A torta do Pinkie diz o coração da agitação do bebê sobre um de seus feriados favoritos do pônei - Noite do Pesadelo.                                              |                                                                   |              |             |                                                          |                        |
| 8 | "Equestria: Uma Terra da Harmonia" "Equestria: A Land of Harmony" | ASD          | ASD         | 31 de março de 2017                                      | 31 de março de 2018    |
| Pinkie Pie diz Bebê Flurry Heart sobre os muitos lugares especiais que compõem a terra mágica de Equestria.                                                        |                                                                   |              |             |                                                          |                        |
| 9 | "A Cristalização" "The Crystalling"                               | ASD          | ASD         | 7 de abril de 2017                                       | 7 de abril de 2018     |
| Pinkie Pie diz ao Bebê Flurry Heart a história de sua Cristalização e como o Império de Cristal foi quase enterrado no gelo e na neve.                             |                                                                   |              |             |                                                          |                        |
| 10 | "A Magia da Amizade" "The Magic of Friendship"                    | ASD          | ASD         | 14 de abril de 2017                                      | 14 de abril de 2018    |
| Pinkie Pie diz Baby Flurry Heart sobre a Magia da Amizade e os atributos que ela deve procurar em um amigo - honestidade, lealdade, bondade, generosidade e risos. |                                                                   |              |             |                                                          |                        |

## Rarity's Peek Behind the Boutique
Embora não seja realmente uma "série de videoclipes", chamada Bastidores da Butique da Rarity (Rarity's Peek Behind the Boutique na versão original), na verdade é um bom sucessor para Baby Flurry Heart's Heartfelt Scrapbook da temporada anterior. Os curtas foram escritos por Nicole Dubuc. Em cada episódio, Rarity explica vários métodos na moda sem parar por 1½ minutos. Eles originalmente foram ao ar na Discovery Family, todos os sábados durante o horário nobre. Os episódios foram enviados para o YouTube em 22 de junho de 2017.
| # | Título                                     | Dirigido por | Escrito por  | Exibição original   | Exibição no Brasil  |
| --- | ------------------------------------------ | ------------ | ------------ | ------------------- | ------------------- |
| 1 | "Fashion Do's and Don'ts"                  | ASD          | Nicole Dubuc | 8 de abril de 2017  | 22 de junho de 2017 |
| Prepare-se Equestria fashionistas! Junte-se à Rarity enquanto ensina a cada pônei a encontrar seu próprio estilo pessoal!                                    |                                            |              |              |                     |                     |
| 2 | "Moda Vs. Função" "Fashion vs. Function"   | ASD          | Nicole Dubuc | 15 de abril de 2017 | 22 de junho de 2017 |
| A Rarity está de volta e compartilha suas dicas de estilo de gênio com cada pônei em Equestria! A moda pode ser inspirada pela função!                       |                                            |              |              |                     |                     |
| 3 | "Críticas ao Cliente" "Customer Critiques" | ASD          | Nicole Dubuc | 22 de abril de 2017 | 22 de junho de 2017 |
| Oh, querido, se no início você não conseguir, adicione algum ladrão... e talvez coma algum sorvete. A Rarity está de volta com dicas de moda mais fabulosas! |                                            |              |              |                     |                     |

## My Little Pony: Equestria Girls – Summertime Shorts
Uma série de curtas-metragens desenvolvidos pelo estúdio irlandês Boulder Media Limited e videoclipes desenvolvidos pela DHX Media. Os curtas e videoclipes foram exibidos a partir do dia 30 de julho de 2017 no Discovery Family.

## Fundamentals of Magic
Uma série de curtas vídeos feita pela Princesa Celestia, chamada Os Fundamentos da Magia com a Princesa Celestia (Fundamentals of Magic, também chamada  The FUNdamentals of Magic na versão original). O piloto foi lançado pela primeira vez em 1 de setembro de 2017, antes de um longo hiato e começou episódios semanais em 22 de fevereiro de 2018 no canal da Hasbro no YouTube. Em cada episódio, a Princesa Celestia ensina a seus alunos de sua turma da Escola de Unicórnios Talentosos da Princesa Celestia os fundamentos da magia.
| #                                                                                                | Título                                              | Dirigido por | Escrito por       | Exibição original       | Exibição no Brasil      |
| ------------------------------------------------------------------------------------------------ | --------------------------------------------------- | ------------ | ----------------- | ----------------------- | ----------------------- |
| 1                                                                                                | "Tipos de Mágica" "Types of Magic"                  | ASD          | Gillian M. Berrow | 22 de fevereiro de 2018 | 23 de fevereiro de 2018 |
| Princesa Celestia ensina seus alunos sobre os diferentes tipos de mágica em Equestria.           |                                                     |              |                   |                         |                         |
| 2                                                                                                | "Criaturas Mágicas" "Magical Creatures"             | ASD          | Gillian M. Berrow | 1 de março de 2018      | 2 de março de 2018      |
| Princesa Celestia fala sobre as diferentes criaturas mágicas que moram em Equestria.             |                                                     |              |                   |                         |                         |
| 3                                                                                                | "Feitiços" "Spells"                                 | ASD          | Gillian M. Berrow | 8 de março de 2018      | 9 de março de 2018      |
| Princesa Celestia explica as diferentes formas de feitiços que existem.                          |                                                     |              |                   |                         |                         |
| 4                                                                                                | "Objetos Mágicos" "Magical Objects"                 | ASD          | Gillian M. Berrow | 15 de março de 2018     | 16 de março de 2018     |
| Princesa Celestia conta para seus alunos sobre os objetos mágicos de Equestria.                  |                                                     |              |                   |                         |                         |
| 5                                                                                                | "Quando a Mágica dá Errado" "When Magic Goes Wrong" | ASD          | Gillian M. Berrow | 22 de março de 2018     | 23 de março de 2018     |
| Princesa Celestia chama a atenção de seus alunos sobre o que acontece quando a mágica dá errado! |                                                     |              |                   |                         |                         |

## My Little Pony: Equestria Girls – Digital Series
Uma websérie exclusiva para o YouTube, que estreou em 17 de novembro de 2017, com os quatro primeiros episódios carregados no aplicativo Discovery Family GO! em 2 de novembro de 2017.

## My Little Pony Established 1983
Os seis curtas foram exibidos no canal da Hasbro no YouTube, a partir de 22 de julho de 2018, para comemorar o 35° aniversário de My Little Pony.
- OG 1986 Theme Song
- Twilight Sparkle Attempts a Rubik's Cube
- Pinkercise w/ Pinkie Pie!
- Save Equestria from Lord Tirek
- Anywhere There's Friends
- Do the Moonwalk, Ponies!

## My Little Pony: Best Gift Ever
Na China, os três curtas foram exibidos em 7 de dezembro de 2018 na website streaming online Tencent Video. Nos Estados Unidos, os três curtas foram exibidos em 11 de dezembro de 2018 no aplicativo móvel Discovery Family Go! e no canal oficial da Hasbro no YouTube.

## My Little Pony: A Amizade é Mágica
| # | Título                    | Dirigido por          | Escrito por       | Data de exibição        |
| - | ------------------------- | --------------------- | ----------------- | ----------------------- |
| 1 | "Rarity's Biggest Fan"    | Denny Lu & Mike Myhre | Gillian M. Berrow | 29 de janeiro de 2019   |
| 2 | "Ail-icorn"               | Denny Lu & Mike Myhre | Kim Beyer-Johnson | 5 de fevereiro de 2019  |
| 3 | "Teacher of the Month"    | Denny Lu & Mike Myhre | Kim Beyer-Johnson | 12 de fevereiro de 2019 |
| 4 | "Starlight the Hypnotist" | Denny Lu & Mike Myhre | Gillian M. Berrow | 19 de fevereiro de 2019 |
| 5 | "Sundae, Sundae, Sundae"  | Denny Lu & Mike Myhre | Gillian M. Berrow | 26 de fevereiro de 2019 |

## Friendship Is Forever
Friendship Is Forever é uma minissérie da série animada de televisão My Little Pony: A Amizade É Mágica, desenvolvida por Lauren Faust , e está programada para estrear na Discovery Family em 2020. A minissérie é baseada na série da Hasbro.
Os episódios de clipes da série estão sendo lançados, o primeiro dos quais foi lançado pelo serviço de vídeo sob demanda 9Now na Austrália em 20 de abril de 2020. Esses episódios substituem as palavras "Friendship Is Forever" no logotipo da série por "Friendship Is Forever" na sequência de abertura, e eles apresentam vários clipes de episódios das primeira e nona temporada, juntamente com novas animações.
A minissérie se concentra em Spike e Starlight montando um álbum mágico cheio de lembranças de seus amigos como um presente especial para a coroação de Twilight como o novo governante de Equestria.

### Produção
Esses episódios foram ao ar no 9Go! e foram lançados no serviço 9Now sob demanda na Austrália, a partir de 20 de abril de 2020.

### Elenco

#### Principais
- Tara Strong como Twilight Sparkle
- Tabitha St. Germain como Rarity
- Ashleigh Ball como Applejack e Rainbow Dash
- Andrea Libman como Fluttershy e Pinkie Pie
- Cathy Weseluck como Spike
- Kelly Sheridan como Starlight Glimmer

#### Recorrentes
- Nicole Oliver como Princess Celestia
- Tabitha St. Germain como Princess Luna

#### Outros

##### Múltiplos papéis
- Tabitha St. Germain como Aloe Vera & Lotus Blossom

### Episódios
| # | # | Título                   | Dirigido por          | Escrito por | Data de exibição          |
| --- | - | ------------------------ | --------------------- | ----------- | ------------------------- |
| 223 | 1 | "A-Dressing Memories"    | Denny Lu e Mike Myhre | Josh Haber  | 20 de abril de 2020 (AUS) |
| Rarity relembra seus momentos passados de generosidade enquanto faz o vestido para a coroação da princesa de Twilight Sparkle.                                                      |   |                          |                       |             |                           |
| 224 | 2 | "Cakes for the Memories" | Denny Lu e Mike Myhre | Josh Haber  | 27 de abril de 2020 (AUS) |
| Pinkie Pie relembra seus momentos passados de risada enquanto preparava os bolos para a coroação da princesa de Twilight Sparkle.                                                   |   |                          |                       |             |                           |
| 225 | 3 | "Memnagerie"             | Denny Lu e Mike Myhre | Josh Haber  | 4 de maio de 2020 (AUS)   |
| Fluttershy relembra seus momentos passados de bondade, enquanto Twilight Sparkle a ajuda a supervisionar os ensaios para a apresentação animal da coroação da princesa em Twilight. |   |                          |                       |             |                           |
| 226 | 4 | "Deep Tissue Memories"   | Denny Lu e Mike Myhre | Josh Haber  | 11 de maio de 2020 (AUS)  |
| Rainbow Dash relembra seus momentos passados de lealdade (e grandiosidade) com Twilight Sparkle no Ponyville Day Spa.                                                               |   |                          |                       |             |                           |
| 227 | 5 | "Harvesting Memories"    | Denny Lu e Mike Myhre | Josh Haber  | 18 de maio de 2020 (AUS)  |
| Applejack relembra seus momentos passados de honestidade sem revelar suas verdadeiras intenções a Twilight Sparkle.                                                                 |   |                          |                       |             |                           |
| 228 | 6 | "Memories and More"      | Denny Lu e Mike Myhre | Josh Haber  | 25 de maio de 2020 (AUS)  |
| Starlight Glimmer, Spike e o resto de seus amigos fazem acréscimos de memória de última hora à página de recados de Twilight Sparkle presentes a tempo de sua coroação.             |   |                          |                       |             |                           |